# Biblioteca Nacional de Haití

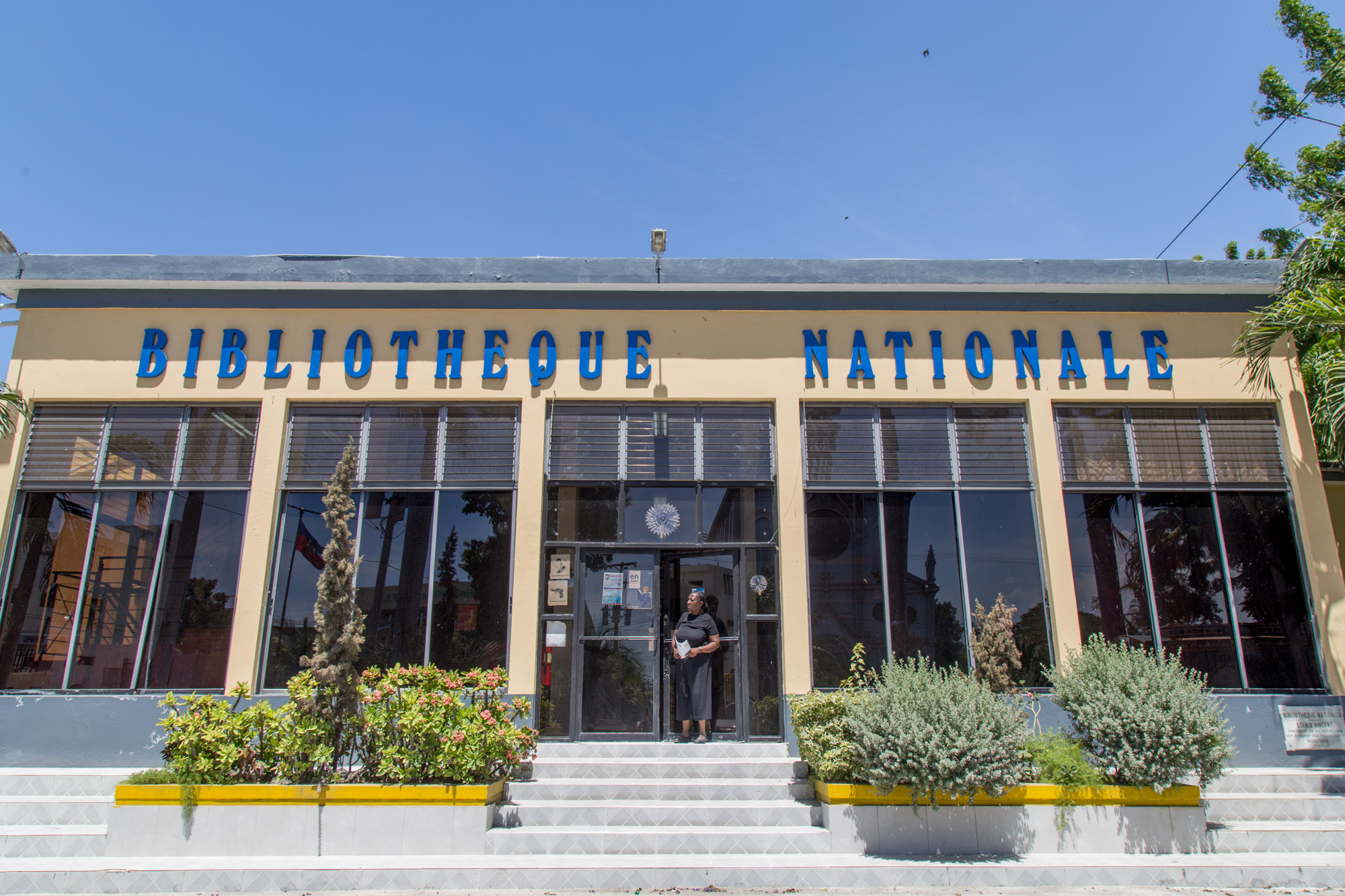
Fachada de la Biblioteca.

La Biblioteca Nacional de Haití (oficialmente en francés, Bibliothèque Nationale d'Haïti; en criollo haitiano, Bibliyotèk Nasyonal Ayiti), que cumple las funciones de depósito legal desde 1984, y situada en la capital, Puerto Príncipe, es también centro de una red de bibliotecas de zona, distribuidas por el resto de la nación afrocaribeña.

## Historia
La actual Biblioteca Nacional de Haití, fue fundada en 1939, alcanzando unos fondos cercanos a unos 10.000 ejemplares, entre libros y folletos, en la década de 1950, entre los cuales destacarían libros raros de la era colonial, mapas, litografías, así como antiguos periódicos. Sin embargo, gran parte de estos fondos desaparecieron bajo la presidencia de François Duvalier. Afectada por estas pérdidas y saqueos, además de la pobreza e inestabilidad seculares en el país, en 2010 el trágico terremoto causó daños y menoscabos en sus fondos, aunque no dañó estructuralmente su sede. Con ayudas de diversas organizaciones internacionales, tanto los fondos, unos 30.000 ejemplares en el momento presente, como la red de bibliotecas, experimentaron una importante mejoría.